# Prins Philipbeweging

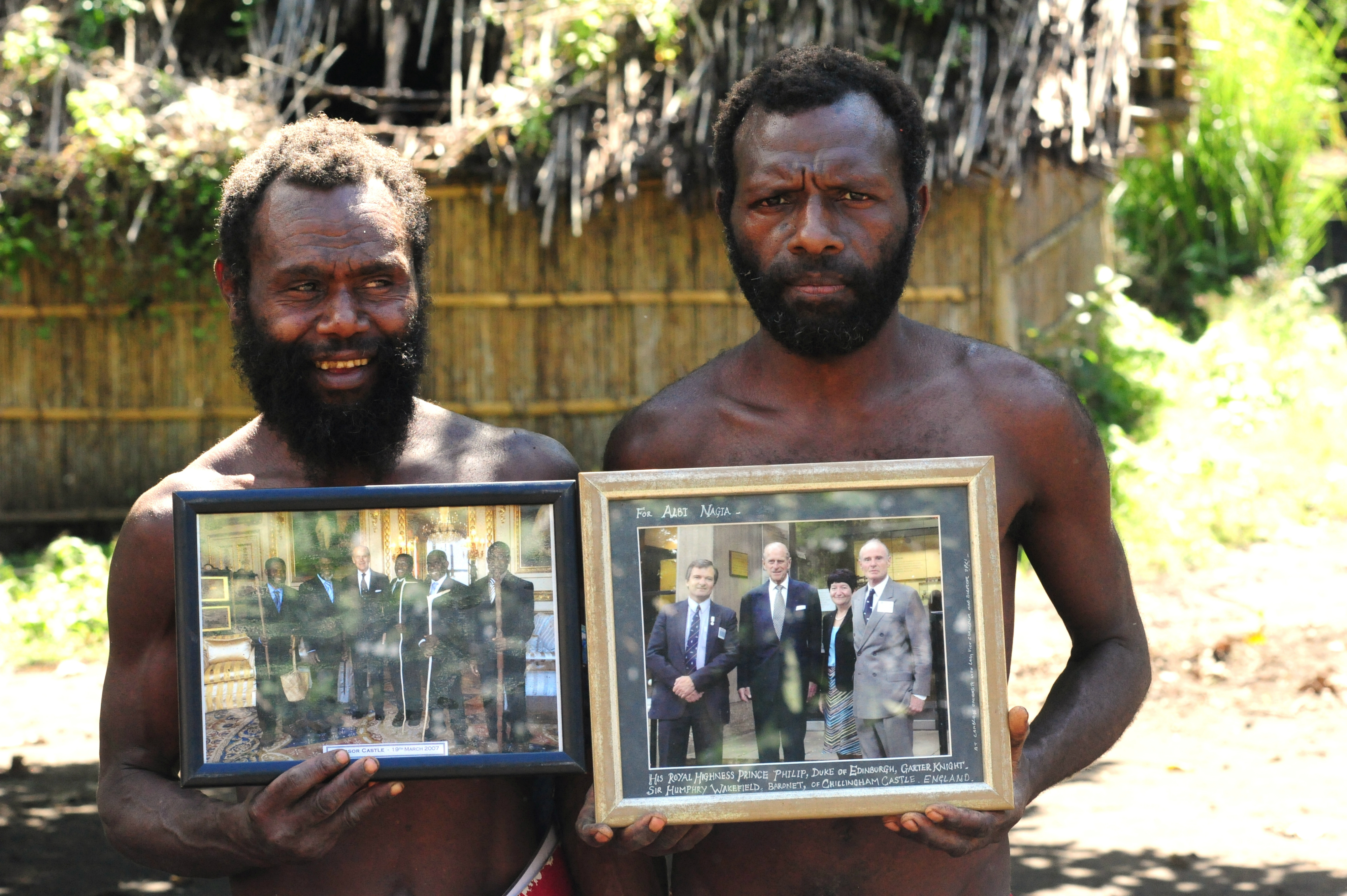
Vereerders met foto's van hun bezoek aan de prins

De Prins Philipbeweging is een cargocult in Yakel en Yaohnanen op het Vanuatuaanse eiland Tanna waarbij de Britse prins Philip als een godheid wordt vereerd.

## Ontstaan
De Prins Philipbeweging is voortgekomen uit een eeuwenoude Vanuatuaanse mythe. Volgens de overlevering stak de zoon van de berggeest de oceaan over, waar hij aan de overkant met een machtige vrouw trouwde.
Toen de Vanuatuanen in de jaren 60 van de 20e eeuw steeds vaker in contact kwamen met de Britse kolonisator van de Nieuwe Hebriden werden ze in overheidskantoren geconfronteerd met staatsieportretten van Elizabeth II en haar echtgenoot Philip. Koningin Elizabeth werd geassocieerd met de machtige vrouw van de mythe, waardoor Philip als de verloren zoon van de berggeest werd geïdentificeerd. Dit gevoel werd nog versterkt toen het koninklijk echtpaar in 1974 een bezoek bracht aan Vanuatu.
Aanhangers geloven dat Philip ooit zal terugkeren naar Tanna. Zijn verjaardag op 10 juni wordt groots gevierd in de hoop dat hij op die dag zal verschijnen. Na de aankondiging in 2017 van Philips pensionering leek dit uitgesloten. Prins Philip overleed op 9 april 2021.
Nadat prins Philip overleed hielden de aanhangers een periode van rouw.

## Reactie prins Philip
Nadat prins Philip op de hoogte werd gebracht van zijn verering stuurde hij een gesigneerd portret naar Yaohnanen. Zijn aanbidders stuurden hem een nal-nal, een knuppel voor het doden van varkens, waarna Philip een portret waarop hij poseerde met de nal-nal terugstuurde. Een derde portret werd in 2000 overgedragen, gevolgd door een portret in 2007 toen enkele eilandbewoners het VK bezochten in het kader van de realityshow Meet the Natives op Channel 4 en met hem gefotografereerd werden.